# Фриас, Педро Фернандес де Веласко
Пе́дро Ферна́ндес де Вела́ско-и-Това́р (исп. Pedro Fernández de Velasco y Tovar; ок. 1485 — 10 ноября 1559, Бургос), 3-й герцог де Фриас, 5-й граф де Аро — 8-й коннетабль Кастилии.

## Биография
Сын Иньиго Фернандеса де Веласко, 2-го герцога де Фриас, коннетабля Кастилии, и Марии де Товар.
Около 1520 года женился на своей двоюродной сестре Хулиане Анхеле де Веласко, дочери и наследнице коннетабля Бернардино де Веласко.
Этот брак стал причиной серьезных споров между Педро, получившим титул графа де Аро, и его отцом, потому что последний хотел контролировать в своих интересах богатое наследство своей племянницы. Несмотря на эти разногласия, Педро активно сотрудничал с отцом в подавлении восстания комунерос. Он был назначен генерал-капитаном королевской армии, победившей повстанцев в битве при Вильяларе.
В 1528 году Педро наследовал титулы и чины своего отца, став одним из самых богатых и могущественных вельмож королевства Кастилии.
Брак с Хулианой Анхелой был выгодным, но в конечном счете обернулся для герцога разочарованием, поскольку его жена, женщина слабого здоровья, оказалась бесплодной. В результате коннетабль все больше отдалялся от жены, пока он заключил ее почти как узницу в замке Кастильново. С тех пор отношений между супругами практически не существовало. Коннетабля интересовало только будущее его внебрачных детей.
Еще до свадьбы у него было двое детей, Ана и Хуан, от некой Изабели де Барреда, уроженки Паленсии. Несколько лет спустя у него родился еще один внебрачный ребенок от женщины по имени Мария де Росас. Новый отпрыск был назван в честь отца. Вскоре после этого у него родился еще один сын от той же женщины, которого назвали Иньиго. Четыре бастарда были узаконены Карлом V 10 февраля 1542 года по просьбе коннетабля. Смирившись с тем, что у него нет законных потомков мужского пола, герцог Фриас решил передать владения своему узаконенному потомству, в основном, сыновьям Хуану и Педро, поскольку его дочь Ана де Веласко была выдана замуж за Гастона де Перальту, маркиза де Фальсес и старшего майордома королевства Наварра.
Педро де Веласко, как и его отец, пользовался полным доверием Карла V, доверявшего ему важные военные миссии. Коннетабль сопровождал его на императорскую коронацию в Болонье. Герцог помог людьми и деньгами в турецких войнах и Алжирской экспедиции. Он был генерал-капитаном на границе с Наваррой до 1544 года, когда был отставлен из-за проблем со здоровьем. На этой высокой должности, которую ранее занимали его дядя Бернардино и его отец, он организовал эффективную кастильскую оборонительную систему между Страной Басков и королевством Наваррой. Для этого император 25 сентября 1542 предоставил ему 3000 дукатов.
В награду за службу Карл V в 1531 году на капитуле в Турне Филиппом II принял его в рыцари ордена Золотого руна, а также подарил в 1549 году 30 000 кастильских дублонов, размещенных в алькабалах городов Хихоса, Проведо и Вильябермудо, в мериндаде Монсона.
Перед смертью герцог назначил наследником владений дома Веласко своего племянника Иньиго.